# Atecaxil
Atecaxil är en ort i Mexiko.   Den ligger i kommunen Ixhuacán de los Reyes och delstaten Veracruz, i den sydöstra delen av landet, 210 km öster om huvudstaden Mexico City. Atecaxil ligger 1 596 meter över havet och antalet invånare är 289.
Terrängen runt Atecaxil är kuperad åt nordost, men åt sydväst är den bergig. Terrängen runt Atecaxil sluttar brant österut. Runt Atecaxil är det ganska tätbefolkat, med 166 invånare per kvadratkilometer. Närmaste större samhälle är Coatepec, 14,9 km nordost om Atecaxil. Omgivningarna runt Atecaxil är en mosaik av jordbruksmark och naturlig växtlighet.